# ژرار اوری
ژرار اوری (فرانسوی: Gérard Oury‎؛ ۲۹ آوریل ۱۹۱۹ – ۲۰ ژوئیهٔ ۲۰۰۶) یک بازیگر، کارگردان و فیلم‌نامه‌نویس اهل فرانسه بود. وی بین سال‌های ۱۹۴۲ تا ۲۰۰۳ میلادی فعالیت می‌کرد.

## فیلم‌شناسی
از فیلم‌ها یا برنامه‌های تلویزیونی که وی در آن نقش داشته است می‌توان به دختر رودخانه (بازیگر) و مغز (کارگردان) اشاره کرد.

## جوایز
وی برنده جوایزی همچون لژیون دونور شده است.